# Śatrundźaja

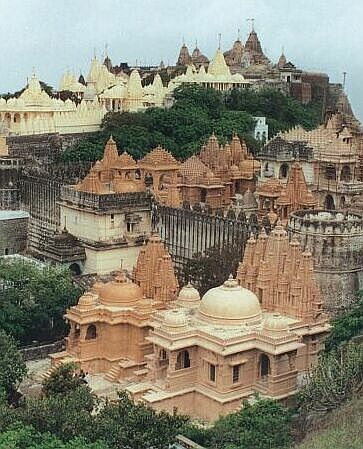
Świątynie

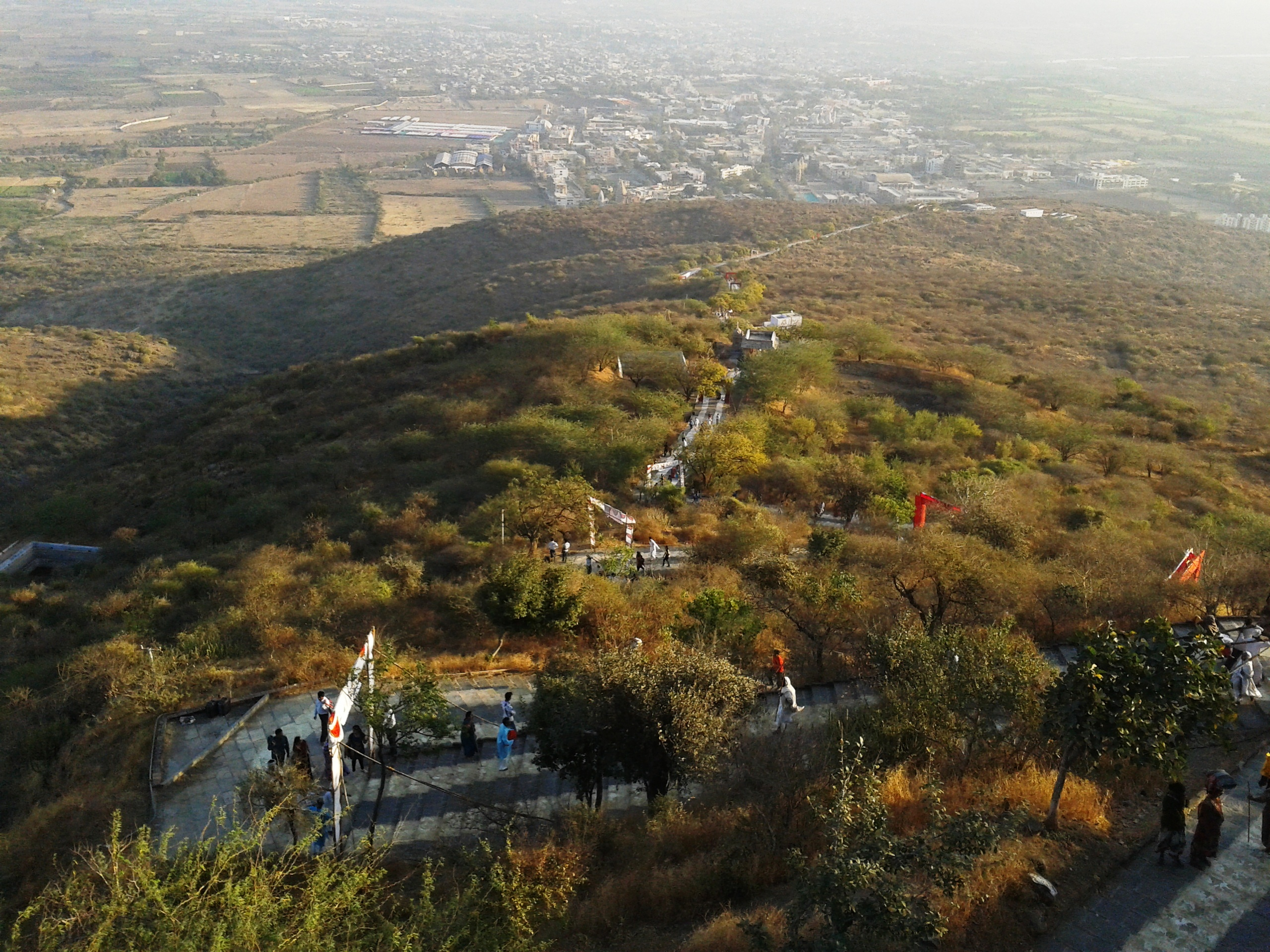
Schody prowadzące do świątyń

Śatrundźaja – góra o wysokości ok. 580 m n.p.m. w pobliżu miasta Palitana w indyjskim stanie Gudźarat, na zboczach której wzniesiono ponad 800 świątyń dżinijskich. Ważne centrum pielgrzymkowe. Pierwotne świątynie zbudowano pomiędzy X a XIV, później były wielokrotnie przebudowywane i odnawiane. Obecnie istniejące pochodzą z okresu od XVI do XIX w. Najważniejsze z nich:
- Śri Adiśwara
- Adinatha Ćaumukh
- Kumara Pala
- Wimala Śah
- Sampriti Radźa
- Nanda Waradwipa